# Фонте Око (Фрозиноне)
Фонте Око је насеље у Италији у округу Фрозиноне, региону Лацио.
Према процени из 2011. у насељу је живело 14 становника. Насеље се налази на надморској висини од 332 м.